# ۲۲۳ (قمری)
۲۲۳ (قمری)، دویست و بیست و سومین سال در گاهشماری هجری قمری است. اول محرم این سال برابر با هفتم دسامبر سال ۸۳۷ میلادی است.

## رویدادها
دستگیری بابک خرمدین توسط اعراب

## درگذشتگان
بابک خرمدین